# Tæskehold
 Denne artikel bør gennemlæses af en person med fagkendskab for at sikre den faglige korrekthed.

 Denne artikel omhandler den oprindelige mening,bøllebank. Opslagsordet har også en anden betydning, se tæskeholdet.
Et tæskehold er oftest en gruppe personer der sendes ud for at straffe en person der skylder penge eller har gjort noget der har skadet andres omdømme. Begrebet er mest brugt indenfor kredse der i forvejen er kendt for at være kriminelle, især indenfor narkotikahandel, prostitution og pengeudlån (ågerkarle). Mange tæskehold menes at være medlemmer af eller hang-arounds til rockergrupper, eller tilknyttet narkosælgere som opererer på de tidligere rockerdomæner i narkohandlen.
Gruppen behøver ikke være fuldtallig; et tæskehold kan sagtens bestå af en enkelt person, hvis man mener en person er nok til at udføre det ønskede. Ofte kommer et tæskehold i første omgang med en trussel om vold hvis ikke forholdene bringes i orden inden for en kort frist, men man skal ikke føle sig sikker på at få en advarsel først. Folk der har fået besøg af et tæskehold ender som regel på en skadestue, og enkelte dør af besøget.[kilde mangler]
 Der er for få eller ingen kildehenvisninger i denne artikel, hvilket er et problem. Du kan hjælpe ved at angive troværdige kilder til de påstande, som fremføres i artiklen.